# Ogliastro Marina
Ogliastro Marina is een plaats (frazione) in de Italiaanse gemeente Castellabate.